# 1061
Cette page concerne l'année 1061  du calendrier julien.
L'année 1061 est une année commune qui commence un lundi.

## Événements
- 28 janvier[1] : début du règne de Vratislav II, duc puis roi (1085) de Bohême à la mort de Spytihněv (fin en 1092).

- 2 février : première incursion des Coumans (Polovci) en Russie. Ils battent des Kiéviens[2].

- Mai : début de la conquête de la Sicile sur les Zirides par Roger Bosse, le frère de Robert Guiscard, qui débarque à Messine (achevée en 1091)[3].

- 18 juin : Florent Ier, comte de Frise occidentale, est assassiné à Hemert, en Gueldre, par Herman van Cuyck à l'issue d'une bataille victorieuse. Son fils Thierry lui succède sous la régence de sa mère Gertrude de Saxe. Guillaume, évêque d'Utrecht, en profite pour s'emparer d'une partie de la Frise occidentale, avec le soutien de l'empereur Henri IV. Gertrude et ses enfants se réfugient en Zélande[4].

- 1er octobre : début du pontificat d'Alexandre II (fin en 1073)[3]. La régente Agnès d'Aquitaine refuse de le reconnaître[5]. Alexandre II fait appliquer les décrets contre la simonie et le nicolaïsme.
- 4 octobre : la cathédrale romane de Spire en Allemagne est consacrée[6].
- 28 octobre : l’évêque de Parme Cadalus Pallavicinus, candidat impérial à la papauté, est élu antipape sous le nom d’Honorius II contre Alexandre II (Alseme de Baggio, évêque de Lucques)[5].

- Youssef Ibn Tachfin, fondateur de Marrakech, devient le chef militaire et religieux des Almoravides, (fin en 1107)[7].
- Otton de Nordheim devient duc de Bavière (fin en 1070)[8].